# Agatarco di Siracusa
Agatarco di Siracusa (in greco Ἀγάθαρχος?; Siracusa, V secolo a.C. – ...) è stato un ammiraglio siceliota di Syrakousai (l'odierna Siracusa).

## Biografia
Fu comandante nel V secolo a.C. della flotta siracusana, costituita da 12 navi da guerra, che nel 413 a.C. venne inviata presso gli alleati greci per molestare la flotta ateniese.
Fu anche uno dei comandanti siracusani che combatterono, nella rada siracusana, la decisiva battaglia di Siracusa.